# Christian Steffensen
Christian Steffensen (født 27. oktober 1953), er en dansk skuespiller, der bl.a. har medvirket i Matador.
Han er uddannet ved skuespillerskolen ved Odense Teater i 1978.

## Udvalgt filmografi
- Matador (1978-1981) – afsnit 13, 14, 15, 17 og 20 (Som Poul Kristensen, bankassistent i Omegnsbanken)
- TAXA (1997-1999) – afsnit 7 (Som overlægen der behandler Rikke)
- Rejseholdet (2000-2003) – afsnit 21 (Som dommer)
- Her i nærheden (2000) (Som pæn herre)

## Eksterne links
- Christian Steffensen på Internet Movie Database (engelsk)
- Christian Steffensen på Filmdatabasen
- Christian Steffensen på danskefilm.dk
- Christian Steffensen på danskfilmogtv.dk